# محمد الياسين
محمد الياسين من مواليد 27 أكتوبر 1934 في دلس،الجزائر، هو أستاذ فني وسياسي وموظف سامي جزائري.

## سيرة

### التكوين
طالب في المدرسة الثانوية بن عكنون وتخرج فيها عام 1952، وقبل محمد الياسين المدرسة المتعددة التكنولوجية كطالب فرنسي   في عام 1955، سمح له بفضل بلعيد عبد السلام على مواصلة دراساته على الرغم من الدعوة إلى إضراب الاتحاد العام للطلاب المسلمين الجزائريين (UGEMA)، عندها فقط، كان الجزائري الثالث مع صلاح بواكوير  أن يكون خريج المدرسة المتعددة التكنولوجية.

### المسار المهني
في وقت الاستقلال عن الجزائر عام 1962، تم تعيينه مديرًا للتصنيع، فكان هو أصل إنشاء الشركة الوطنية للحديد (SNS)، والتي كان هو مديرها العام لسنوات عديدة. ثم أصبح وزيرا للصناعات الثقيلة.
يعود محمد الياسين إلى الحكومة بصفته مديرًا لديون بلعيد عبد السلام عند تعيينه رئيسًا للوزراء.

## المناصب
- مدير التصنيع بوزارة الاقتصاد الوطني 1962-1964
- مدير عام الشركة الوطنية للحديد والصلب: 1972-1977
- وزير الصناعات الثقيلة: 1977-1981
- مدير ديوان رئيس الوزراء: 1992-1993